# Okrąg Forda

Okręgi Forda

Okrąg Forda – okrąg o środku w punkcie o współrzędnych {\displaystyle \left({\frac {p}{q}},{\frac {1}{2q^{2}}}\right)} i promieniu równym {\displaystyle {\frac {1}{2q^{2}}}.} {\displaystyle {\frac {p}{q}}} oznacza tu liczbę wymierną zapisaną w postaci ułamka nieskracalnego.
Nazwa pochodzi od amerykańskiego matematyka Lestera R. Forda.
Dwa okręgi Forda są rozłączne, lub styczne zewnętrznie. Styczne zewnętrznie są dla liczb {\displaystyle {\frac {a}{b}}} oraz {\displaystyle {\frac {c}{d}}} z odcinka [0,1] wtedy i tylko wtedy, gdy liczby te są kolejnymi liczbami w pewnym ciągu Fareya.